# Bignay, Charente-Maritime

Bignay este o comună în departamentul Charente-Maritime, Franța. În 1 ianuarie 2022 avea o populație de 363 de locuitori.